# Die kleinen Gespenster
Die kleinen Gespenster (Originaltitel: Little Ghosts) ist eine ungarisch-deutsch-britische Zeichentrickserie, die zwischen 1998 und 2001 produziert wurde. Die Handlung basiert dabei auf der Buchvorlage von Jaques Duquennoy.

## Handlung
Die vier liebenswürdigen kleinen Gespenster Henri, Luzie, Georg und Eduard wohnen zwar in einem Schloss, haben aber sonst wenig mit den anderen Gespenstern zu tun. Sie sind nicht gruselig und verhalten sich wie kleine Kinder, die viel spielen und entdecken und dabei liebenswürdig wirken. Diese Abenteuer erleben sie nachts, wenn alle schlafen. Sie haben daher meist Ruhe vor Erwachsenen und anderen Dingen.

## Produktion und Veröffentlichung
Die Serie wurde zwischen 1998 und 2001 von der TV-Loonland AG unter der Regie von Vincent Woodcock und dem Drehbuch von Marion Edwards in ungarisch-deutsch-britischer Kooperation produziert. Dabei sind 3 Staffeln mit 39 Folgen entstanden.
Die deutsche Erstausstrahlung fand am 4. Februar 2002 auf KI.KA statt. Weitere Ausstrahlungen im deutschsprachigen Fernsehen erfolgten ebenfalls auf ZDF. Zudem wurde die Serie auf DVD und VHS und ein Hörspiel zur Serie auf CD veröffentlicht.
Außerdem erschienen im Dezember 2002 zwei Point-and-Click-Adventure-Computerspiele bei Cornelsen zu der Serie: Die kleinen Gespenster – Spielspaß im Geisterschloss und Die kleinen Gespenster – Spuk um Mitternacht.

## Episodenliste

### Staffel 1
| Folge (gesamt) | Folge (Staffel) | deutscher Titel             | Originaltitel             |
| 1              | 01              | Geisterstrom                | Ghost Power               |
| 2              | 02              | Wo ist der Hund?            | McMutt Goes Missing       |
| 3              | 03              | Stefan                      | Stanley                   |
| 4              | 04              | Das Schneegespenst          | Snowghost                 |
| 5              | 05              | Kirmes                      | Fairground                |
| 6              | 06              | Das Zeltlager               | The Camping Trip          |
| 7              | 07              | Im tiefen Brunnen           | Four Ghosts in a Fountain |
| 8              | 08              | Das Ungeheuer von Loch Ness | Trip to Loch Ness         |
| 9              | 09              | Spuk im Keller              | Ghosts in the Cellar      |
| 10             | 10              | Die Schatzsuche             | Operation Treasure Hunt   |
| 11             | 11              | Geisterflieger              | Ghost Rides in the Sky    |
| 12             | 12              | Geheimrezept                | Phantom Feast             |
| 13             | 13              | Sternenzauber               | Fallen Star               |

### Staffel 2
| Folge (gesamt) | Folge (Staffel) | deutscher Titel        | Originaltitel          |
| 14             | 01              | Wolken-Epidemie        | Henry Catches a Cloud  |
| 15             | 02              | Drachenflug            | Dragon Flights         |
| 16             | 03              | Motorradwahn           | Motorbike Madness      |
| 17             | 04              | Hausmusik              | Musical Mystery        |
| 18             | 05              | Drei Wünsche           | Lucy’s Wishing Star    |
| 19             | 06              | Das Letzte!            | The Last Mystery       |
| 20             | 07              | Eduards Stimme         | Edward Loses His Voice |
| 21             | 08              | Der Onkel in der Kiste | Bat in a Flap          |
| 22             | 09              | Bade-Ausflug           | Bubble Trouble         |
| 23             | 10              | Fledermaus-Flugschule  | Beau Ghost             |
| 24             | 11              | Verwünschter Waschtag  | Washing Day Wish       |
| 25             | 12              | Gartengespenster       | Mole Ghosts            |
| 26             | 13              | Der Treibhaus-Effekt   | The Greenhouse Effect  |

### Staffel 3
| Folge (gesamt) | Folge (Staffel) | deutscher Titel          | Originaltitel           |
| 27             | 01              | Simon, der Holzwurm      | George and the Woodworm |
| 28             | 02              | Halloween                | Trick or Treat          |
| 29             | 03              | Immer Ärger mit der Zeit | Time Trouble            |
| 30             | 04              | Schottische Olympiade    | Ghost Games             |
| 31             | 05              | Die Pirateninsel         | Clubbing Together       |
| 32             | 06              | Die Wettermaschine       | A Spot of Nasty Weather |
| 33             | 07              | Georg, die Entenmutter   | Duckling Holiday        |
| 34             | 08              | Elefantastisch           | Mumbo Jumbo             |
| 35             | 09              | Henri, der Detektiv      | The Phantom Detective   |
| 36             | 10              | Gespensterlimonade       | Fizzy Frolics           |
| 37             | 11              | Georg, der Superheld     | Superghost              |
| 38             | 12              | Am Ende des Regenbogens  | Rainbow’s End           |
| 39             | 13              | Die Mondrakete           | Rocket Bug              |